# Tenavasaari
Tenavasaari är en ö i Finland. Den ligger i sjön Vesijärvi och i kommunen Kuhmo i den ekonomiska regionen  Kehys-Kainuu  och landskapet Kajanaland, i den centrala delen av landet, 500 km norr om huvudstaden Helsingfors. Öns area är 0,5 hektar och dess största längd är 160 meter i sydöst-nordvästlig riktning.